# Liste des évêques d'Abeokuta
Liste des évêques d'Abeokuta
(Dioecesis Abeokutanus)
L'évêché nigérian d'Abeokuta est créé le 24 octobre 1997, par détachement de celui de Lagos.

## Sont évêques
- 24 octobre 1997-25 mai 2012 : Alfred Martins (Alfred Adewale Martins) (transféré à Lagos)
- depuis le 25 mai 2012 : siège vacant

## Sources
- L'ANNUAIRE PONTIFICAL, sur le site http://www.catholic-hierarchy.org, à la page